# Expolition
L'expolition (substantif féminin), du latin expolitio (de expolire, « polir »), est une figure de style qui consiste à répéter plusieurs fois la même chose ou le même argument dans des termes équivalents. Il s'agit dès lors de souligner la force, la prégnance d'une idée, et d'insister dessus afin de transmettre un message particulier à son interlocuteur dans le cadre d'un échange rhétorique. Elle est proche de la conglobation et de la répétition.

## Exemples
« Que ton père a la forme enfoncée dans la matière ! que son intelligence est épaisse ! et qu'il fait sombre dans son âme ! » (Molière)
« Et la mer et l'amour ont l'amer pour partage,
Et la mer est amère, et l'amour est amer [...] »  (Marbeuf)
« Il crut que l'autre l'avait fait exprès. Il savait que d'aucuns ne pouvaient le voir sans lui chercher noise. L'autre, donc, avait dû préméditer. »[réf. nécessaire]

## Définition

### Définition linguistique
L'expolition opère une transformation d'un mot morpho-syntaxique à l'identique: elle reprend des arguments sous une autre forme, dans le même syntagme ou le même contexte sans y ajouter pour autant une nouvelle information.On parle aussi de réaffirmation lorsque l'on considère la logique rhétorique.

### Définition stylistique
D'un point de vue argumentatif, l'expolition peut permettre un développement du raisonnement, en y apportant des arguments certes redondants mais à force illocutoire de conviction. Cependant, d'un point de vue communicationnel et pragmatique, l'expolition peut être comparée à un entêtement argumentatif du locuteur qui cherche à imposer, quitte à les répéter sans y ajouter d'informations nouvelles, des arguments déjà annoncés. En situation de communication, l'expolition est un effet rhétorique typique des discours médiatisés comme ceux des hommes politiques, proche de la démagogie lorsqu'elle ne vise que l'effet seul, sans développement argumentatif. Un  autre effet est celui lié à la volonté pour le locuteur de graver dans l'esprit de son récepteur une image ou une idée.
L'oral a recours à cette figure dans des cas à la limite du sens: lorsque le locuteur cherche ses mots par exemple ou dans le cas où son objectif argumentatif n'est pas encore posé ou encore lorsqu'il cherche à mettre en avant une idée particulière, un argument particulier en le répétant.

### Genres concernés
Tous les genres littéraires sont concernés, en particulier ceux de type argumentatif (essais, sermons...).

## Historique de la notion
Par ailleurs : « l’expolition est de loin le meilleur moyen de s’entraîner à perfectionner son style » (Livre IV, 58).
Pour Pierre Fontanier, l'expolition est une figure essentielle « qui est pour les pensées ce que la synonymie est pour les mots, (qui) reproduit une même pensée sous différents aspects ou sous différents tours, afin de la rendre plus sensible ou plus intéressante ».

### Figures proches
- figure mère: répétition

- figures proches: conglobation, accumulation, anaphore; du point de vue argumentatif: proche de la palinodie en ce qui concerne l'aspect communicationnel (incapacité à trouver ses mots, changement d'opinion).

- paronymes: délayage (lorsque l'exposé est trop long), logorrhée (lorsque le sens est perdu)

- synonymes: réaffirmation

### Débats
L'expolition peut parfois ne pas apporter d'information supplémentaire, elle vise donc un effet de simple répétition à la manière d'une anaphore. Du point de vue de l'effet, l’expolition peut s'apparenter à la catégorie plus vaste de la synonymie d'après Fontanier.

## Domaines transverses
L'expolition peut être prise en compte comme marqueur d'un trouble du langage.